# Anthon Charmig
Anthon Charmig, né le 25 mars 1998, est un coureur cycliste danois.

## Biographie
En 2014, Anthon Charmig s’impose sur la version U17 (moins de 17 ans) de la Course de la Paix, tout en y remportant quatre étapes,. Il se classe également deuxième du contre-la-montre juniors aux championnats du Danemark, alors qu'il n'est âgé que de 16 ans. Après ces performances, il devient l'un des principaux espoirs du cyclisme danois. 
Passé en catégorie espoir, il rejoint l'équipe continentale danoise VéloCONCEPT en 2017. Impressionné par ses données physiologiques, son nouveau manager Bjarne Riis le compare alors à Alberto Contador. 

## Palmarès sur route

### Par année
- 2014
  - GP Matousek :
    - Classement général
    - 1re, 2e, 4e et 5e étapes

  - 2e du championnat du Danemark du contre-la-montre juniors
- 2015
  -  Champion du Danemark du contre-la-montre juniors
  - Classement général du Trophée Centre Morbihan
  - 2e du championnat du Danemark sur route juniors
  - 2e d'Aubel-Thimister-La Gleize
  - 2e du Trofeo Emilio Paganessi
  - 3e de la Ster van Zuid-Limburg
  - 3e du Tour du Pays de Vaud
- 2016
  - 3e de la Ster van Zuid-Limburg
- 2019
  - Taiwan KOM Challenge
- 2020
  -  Médaillé d'argent du championnat d'Europe sur route espoirs
  - 3e du Randers Bike Week
- 2021
  - 2e de l'Alpes Isère Tour
- 2022
  - 3e étape du Tour d'Oman
  - 2e du Sazka Tour

### Résultats sur les grands tours

#### Tour de France
1 participation
- 2023 : 99e

### Classements mondiaux
| Année                                 | 2020 | 2021 | 2022 | 2023 | 2024 |
| ------------------------------------- | ---- | ---- | ---- | ---- | ---- |
| Classement mondial                    | 439e | 397e | 244e | 666e | 429e |
| UCI Europe Tour                       | 360e | 328e | 199e | nc   | nc   |
|                                       |      |      |      |      |      |
| Légende : nc = non classéSource : UCI |      |      |      |      |      |

## Palmarès en cyclo-cross
- 2014-2015
  - 2e du championnat du Danemark de cyclo-cross juniors